# جامعة مظاهر علوم سهارنفور
جامعة مظاهر علوم سهارنفور (بالأردوية: جامعہ مظاہر علوم، سہارنپور)‏ هي مدرسة إسلامية تقع في سهارنبور، ولاية أوتار براديش. بدأت في نوفمبر 1866 من قبل سعدات علي فقيه، وتطور أكثر على يد مظاهر نناوتاوي وأحمد علي ساهرنبوري. تُعتبر ثاني أكثر معهد ديوباندي تأثيراً والأهم في الهند. من أوائل الخريجين من الحوزة عالم الحديث الشهير خليل أحمد السهارنفوري. انقسمت المدرسة الدينية عام 1983 إلى مظاهر علوم جديد ومظاهر العلوم وقف قديم. العمداء الحاليون هم محمد عقيل سهارانبوري ومحمد السعيدي على التوالي.

## تاريخ
تأسست مظاهر العلوم باسم «مظاهر العلوم» فقط. في 9 نوفمبر 1866، بعد ستة أشهر من تأسيس مدرسة ديوباند الإكليريكية. الشخصيات التأسيسية تشمل أحمد علي سهرانبوري، مظاهر نناوتاوي، قاضي فضل الرحمن، وسعادات علي فقيه. يُعتقد أن مظاهر العلوم هي ثاني مدرسة رئيسية بعد دار العلوم ديوبند.
مدرسو الجيل الأول ما عدا المؤسسين؛ من بينهم أحمد حسن كانبوري، وسعادة حسين بيهاري، وسخوات علي أمبثوي، ومحمد صديق. يشمل طلاب الجيل الأول خليل أحمد ساهارانبوري ومشتاق أحمد أنبيثوي وقمر الدين ساهارانبوري.
في محرم 1338 هـ. أنشأت الحوزة دار الإفتاء (معهد الفتوى). ومن فقهاء الحوزة: أشفقور رحمان كاندلاوي، محمود حسن جانجوهي، عبد القيوم رايبوري، ومحمد شعيب بسطاوي.

### التطورات الأخيرة
بعد انقسام دار العلوم ديوبند عام 1982، انقسمت مظاهر العلوم إلى مظاهر علوم الجديد ومظاهر علوم الوقف القديم عام 1983. تبنى مظاهر علوم جديد منصب «أمين عام» عام 1988، حيث عين محمد طلحة قندلاوي أول أمين عام لهذا المنصب حتى عام 1993.

## البرنامج
المدرسة اللاهوتية تدرس منهج دار النظامي.  كتب رئيس الحوزة السابق عبد اللطيف دفاعًا مفصلاً عن منهج دار النظام. عندما طلب بعض العلماء تحديث المنهج. قامت المدرسة بتغيير بعض الكتب في المناهج الدراسية في الوقت المناسب، لكنها لم تعدلها بالكامل ولا تتفق مع التغييرات أو الأنظمة بخلاف ذلك.

## الإدارة
ويتبع مظاهر العلوم عقيدة الإسلام السني وفقه أبي حنيفة. تلتزم بترتيب الجشتية للصوفية، بعد رشيد أحمد الكنكوهي وخليل أحمد السهارنفوري. تركز المدرسة على الأغراض التعليمية فقط. لقد ابتعدت عن مناقشة السياسة.
كانت إدارة الحوزة تخضع لسيطرة أعضائها المحليين. نظرًا لاختلافاتهم، تم تعيين راشد أحمد جانكوحي راعيًا أول للحوزة في عام 1896. استقال جانجوهي من المنصب عام 1319 هـ. وتم تشكيل مجلس تنفيذي يسمى «مجلس شيرا ساربرستان» لرعاية شؤون الحوزة في 3 يناير 1903. وضم أول مجلس من هذا القبيل عبد الرحيم رايبوري وأشرف علي ثانوي وذوالفقار علي ديوبندي.
علماء مثل عبد الرحيم رايبوري، أشرف علي التهانوي، محمود حسن الديوبندية، فضل الرحمن ساهارانبوري، خليل أحمد السهارنفوري، عبد القادر رايبوري، اشيك إلهي ميرثي، محماد إلياس كندلاوي، محمد زكريا الكاندهلوي، محمد يوسف كدلاوي، انعام حسن كاندلاوي، فخر المجاهدين - حسن قندلاوي ومحمود حسن جانجوحي وغلام محمد فاستنفي أعضاء في المجلس التنفيذي.

## المنشورات
تصدر جامعة مظاهر علوم جديد مجلة «مظاهر العلوم» الشهرية منذ عام 1993. تصدر مجلة «مظاهر العلوم الوقفية القديم» مجلة «دليل العلوم» شهرياً. تُسجَّل المراسيم الدينية الصادرة عن دار الإفتاء بالحوزة. جمع الفتاوى التي أصدرها خليل أحمد سهرانبوري محمد زكريا كاندلاوي، ونُشرت باسم الفتاوى الخلوية.

## العمداء
تم تعيين سعدة علي ساهارانبوري كأول عميد للحوزة. بعد تقسيم الاكليريكية. مظفر حسين، آخر عميد الحوزة الموحدة. شغل المنصب في مظاهر العلوم الوقف القديم حتى وفاته عام 2003. خلفه محمد السعيدي. في السنوات الأولى من المدرسة الإكليريكية، كان نائب رئيس الجامعة يؤدّي المهام الإدارية أيضًا. شغل عبد الواحد خان المنصب من عام 1881 إلى عام 1896، وبالتالي يبدو أن هناك ارتباكًا في التواريخ، حتى تم تبني منصب رئيس الجامعة الدائم الذي يليه بالتسلسل بعد منشي مقبول أحمد.
قام الفرع الجديد، مظاهر علوم جديد، بتعيين عبد العزيز في منصب رئيس الجامعة الذي شغل المنصب من 1986 إلى 1991. سلمان مظاهري خدم في الإدارة من 1996 إلى 20 يوليو 2020.
فيما يلي قائمة برؤساء الحوزة الموحدة.
| تلعدد | الاسم                 | بداية الفصل الدراسي | نهاية المدة |
| ----- | --------------------- | ------------------- | ----------- |
| 1     | سعدة علي سهرانبوري    | 1866                | 1870        |
| 2     | فضل رحمان سهرانبوري   | 1866                | 1908        |
| 3     | علي محمد              | 1896                | 1907        |
| 4     | إكرام الحق            | 1907                | 1908        |
| 5     | منشي مقبول أحمد       | 1910                | 1916        |
| 6     | منشي فضل حق           | 1917                | 1918        |
| 7     | بشير حسن نجوني        | 1919                | 1920        |
| 8     | خليل أحمد السهارنفوري | 1920                | 1925        |
| 9     | عناية الله            | 1925                | 1928        |
| 10    | عبد اللطيف            | 1928                | 1954        |
| 11    | محمد أسد الله         | 1954                | 1979        |
| 12    | مظفر حسين             | 1980                | 1986        |

## خريجون متميّزون
- عبد الرحمن بن يوسف مانغيرا
- خليل أحمد سهارانبوري
- محمود حسن جانجوهي
- محمد زكريا قندلاوي
- سعيد أحمد بالانبوري
- ظفر احمد عثماني

## فهرس
- Mujab، Muhammad. Islamic sciences in india and indonesia: a comparative study (Thesis). Department of Sunni Theology, جامعة عليكرة الإسلامية.
- Saharanpuri، Shahid (2005). Ulama e Mazahir Uloom aur unki Ilmi wa tasnīfi khidmāt (بالأوردية). Saharanpur: Maktaba Yādgār-e-Shaykh. ج. 1.
- Muḥammad Zakariyyah Kāndhlawi. Tārīk̲h̲-i Maẓāhir (ط. 1972). Saharanpur: Kutub K̲h̲ānah Ishāʻat al-ʻUlūm.